# Ascolepis ampullacea
Ascolepis ampullacea är en halvgräsart som beskrevs av Jean Raynal. Ascolepis ampullacea ingår i släktet Ascolepis och familjen halvgräs.
Artens utbredningsområde är Zambia. Inga underarter finns listade i Catalogue of Life.